# Nicolas Roques
 (décembre 2020).
Nicolas de Roques, dit Deroques, né le 15 février 1743 à Colmar (Haut-Rhin) et mort le 29 juillet 1808 à Wettolsheim (Haut-Rhin), est un général de division de la Révolution française.

## États de service
Il entre en service le 1er mars 1757, comme enseigne dans le régiment de Berg, il devient lieutenant en premier le 1er mai 1760, sous-aide major le 12 avril 1762, aide major le 29 février 1768, capitaine en second des grenadiers le 29 mai 1776, et capitaine commandant le 7 août 1778. Il a fait les campagnes d'Allemagne de 1757 à 1762, et la campagne de Corse en 1770.
Le 26 mars 1783, il est nommé major du régiment Darmstadt, il est promu lieutenant-colonel le 13 février 1787, et ll reçoit son brevet de colonel le 20 décembre 1791 au 94e régiment d’infanterie. Il est nommé adjudant-général chef de brigade le 16 mai 1792. Il sert à l’armée des Ardennes en 1792-1793.
Il est promu général de brigade provisoire à l'armée des Ardennes par le général Dampierre le 16 avril 1793. Confirmé dans son grade le 15 mai suivant, il commande l’avant-garde de l’armée du Nord le 25 mai 1793. Il est suspendu de ses fonctions le 15 septembre 1793.
Réintégré, il est élevé au grade de général de division le 13 juin 1795 à l’armée des Pyrénées-Orientales, puis il passe dans l’armée de l’Ouest, et il participe à la guerre de Vendée. Le 22 janvier 1796, il est commandant temporaire à l’armée des Côtes de l’Océan. Il est réformé le 22 septembre 1796, et il est admis à la retraite au mois de mars 1803.
Il meurt le 29 juillet 1808 à Wettolsheim.